# Кіолім
Кіолім (рос. Киолим) — селище, підпорядковане місту Карабаш Челябінської області Російської Федерації.
Населення становить 59 осіб (2010).

## Історія
Згідно із законом від 26 серпня 2004 року органом місцевого самоврядування є Карабаський міський округ.

## Населення
| 2002 | 2010 |
| ---- | ---- |
| 76   | ↘59  |